# Учкекенское сельское поселение
Учкекенское се́льское поселе́ние — муниципальное образование в Малокарачаевском районе Карачаево-Черкесской Республики Российской Федерации.
Административный центр — село Учкекен. 

## История
Статус и границы сельского поселения установлены Законом Карачаево-Черкесской Республики от 6 марта 2006 года № 13-РЗ «от 24 февраля 2004 года № 84-РЗ «Об административно-территориальном устройстве Карачаево-Черкесской Республики»

## Население
| 2002    | 2010    | 2012    | 2013    | 2014    | 2015    | 2016    |
| ------- | ------- | ------- | ------- | ------- | ------- | ------- |
| 15 143  | ↗16 512 | ↗16 546 | ↗16 577 | ↗16 616 | ↘16 598 | ↗16 768 |
| 2017    | 2018    | 2019    | 2020    | 2021    | 2023    | 2024    |
| ↗16 841 | ↗17 068 | ↘17 059 | ↗17 060 | ↘15 849 | ↘15 702 | ↘15 699 |
| 2025    |         |         |         |         |         |         |
| ↗15 783 |         |         |         |         |         |         |

## Состав сельского поселения
| № | Населённый пункт | Тип населённого пункта       | Население |
| - | ---------------- | ---------------------------- | --------- |
| 1 | Водовод          | посёлок                      | →0        |
| 2 | Учкекен          | село, административный центр | ↗15 783   |

## Экономика
Базой экономики сельского поселения служит агропромышленный комплекс, в состав которого входят сельскохозяйственные предприятия, специализирующиеся на выращивании и переработке овощей и фруктов, а также фермерские хозяйства, основой деятельности которых является мясомолочное животноводство.